# رادوسواف کائیم
رادوسواف کائیم (لهستانی: Radosław Kaim؛ زادهٔ ۷ اکتبر ۱۹۷۳) بازیگر اهل لهستان است.
از فیلم‌ها یا برنامه‌های تلویزیونی که وی در آن نقش داشته‌است، می‌توان به توفند، لندنی‌ها، کارآگاهان جنایی، عشق اول، طایفه، قول‌های شرقی، پاتاگونیا، شاهد خاموش، جاسوسان ورشو و در خوشی و سختی اشاره کرد.